# Scary Kids Scaring Kids (album)
Scary Kids Scaring Kids är det andra och självbetitlade studioalbumet av det amerikanska post-hardcore-bandet Scary Kids Scaring Kids. Det släpptes den 28 augusti 2007. 
Bandet hade lagt upp en bild på sin MySpace-profil där det stod "4 juli 2007 börjar det..." och det spekulerades mycket i vad det handlade om. På datumet kom information om bandets nya album och den nya låten "Faces" släpptes. "The Deep End" släpptes som andrasingel den 26 augusti 2008. Låten "Snake Devil" släpptes i digital form på iTunes 26 oktober 2007 samt som "Veckans singel".
Albumet nådde plats #80 på listan Billboard 200.

## Låtlista
1. "Prelude" - 0:41
2. "Degenerates" - 3:42
3. "Holding On" - 4:21
4. "The Deep End" - 4:12
5. "Faces" - 3:25
6. "A Pistol to My Temple" - 3:57
7. "Star Crossed" - 3:41
8. "Derailed" - 1:43
9. "Breathe" - 1:19
10. "Set Sail" - 3:25
11. "Free Again" - 3:49
12. "Snake Devil" - 3:30
13. "Watch Me Bleed" - 3:56
14. "Goes Without Saying" - 4:00
15. "Blood Runs Forever" - 3:22
16. "The Power of Resolution" - 2:06